# ArmaTeam
ArmaTeam est une structure française spécialisée dans le sport électronique (e-sport) créée en 1997. La structure, qui est l'une des plus anciennes en France, connaît de nombreux succès sur la scène internationale avant de disparaître en 2005. L'organisation renaît en 2017 sous une nouvelle forme sur les jeux Hearthstone et Starcraft II dans un premier temps. Elle a également introduit par la suite des équipes sur différents jeux comme FIFA, League of Legends et Fortnite. Elle propose plusieurs WebTV consacrées aux jeux vidéo sur Twitch, dont celle consacrée au jeu Hearthstone était l'une des plus populaires en France.

## Histoire

### 1997 - 2005: Premiers succès et disparition
L'ArmaTeam est fondé en 1997 et est une des premières structures française d'e-sport. Les joueurs de l'équipe participent notamment aux compétitions sur Counter-Strike, Warcraft 3 et Unreal Tournament qui font partie des jeux compétitifs les plus populaires au début des années 2000. La structure se constitue au fil du temps un palmarès important dans les compétitions françaises et européennes et remporte également le titre de championne du monde sur Warcraft 3 en 2004. Plusieurs personnalités et joueurs célèbres sont passés par l'ArmaTeam comme ToD en 2004.
À cause de l’impossibilité de se professionnaliser en France à cette époque, plusieurs joueurs quittent l'équipe au cours de l'année 2004 et cette dernière connaît alors plusieurs restructurations. L'équipe finit par se dissoudre en 2005 par manque de motivation.

### Depuis 2017: Nouvelle structure, nouvelles équipes et WebTV
À la fin de l'année 2016, à la suite de dissensions avec leur maison mère, Webedia, la section Hearthstone de Millenium décide de quitter leur ancienne structure. Rémy « Llewellys » Chanson, directeur de l'équipe et ancien membre de la première ArmaTeam, souhaite une nouvelle structure avec une vision plus humaine,. Ainsi la renaissance de l'ArmaTeam est annoncée le 26 décembre 2016 sur la chaîne Twitch de Millenium par Jérémie « Torlk » Amzallag. La structure est inaugurée le 1er janvier 2017 sur sa nouvelle WebTV Twitch.
L'équipe est composée dans un premier temps des anciens membres des équipes Hearthstone et Starcraft II de Millenium. Elle compte aussi une équipe d'animateurs, également issue de Millenium, présente sur la nouvelle WebTV consacrée à Hearthstone,. La chaîne connaît un succès retentissant et devient rapidement l'une des chaînes les plus regardées sur Twitch en France. La structure prend ses quartiers dans ses nouveaux locaux à Paris le 18 mai 2017. Acteur important de la scène e-sport francophone, notamment sur Hearthstone, l'ArmaTeam organise régulièrement différents tournois et évènements à travers la France et d'autres pays francophones.
La structure s'étend par la suite sur d'autres jeux et de nouvelles équipes voient le jour. Une équipe sur Call of Duty voit le jour à la fin du mois de mars 2017 mais se retire en juillet. En octobre 2017, une équipe sur League of Legends est mise en place accompagnée également du lancement d'une deuxième WebTV consacrée au jeu. Une section FIFA est ouverte en janvier 2018. Devant le succès grandissant du jeu Fortnite, l'ArmaTeam annonce la création d'une nouvelle équipe et d'une nouvelle WebTV sur le jeu le 10 avril 2018. Durant la deuxième moitié de l'année 2018, la structure se sépare de ses équipes sur Fortnite et League of Legends. La section Starcraft II disparaît également à la fin de l'année avec le départ de leur dernier joueur, Tobias « ShoWTimE » Sieber, qui s'est constitué un certain palmarès sous les couleurs de l'ArmaTeam. En début d'année 2019, la structure se concentre principalement autour d'Hearthstone, mais aussi de leur équipe sur FIFA. A la fin du mois de janvier 2019, l'ensemble de l'équipe e-sport sur Hearthstone et une grande partie des animateurs de la WebTV décident de quitter la structure en raison de visions différentes et d'une volonté de développer leur projet personnel. Une nouvelle équipe d'animateurs et de joueurs est mise en place les semaines suivantes, recrutant notamment parmi les anciens membres de l'équipe GamersOrigin dont la WebTV Hearthstone a cessé ces activités durant cette même période.

## Équipese-sport

### TFT
| Nationalité | Alias  | Nom              |
| ----------- | ------ | ---------------- |
| France      | Torlk  | Jérémie Amzallag |
| France      | Lowelo | Omar Laib        |

### FIFA
| Nationalité | Alias | Nom           |
| ----------- | ----- | ------------- |
| France      | Roken | Jordan Camus  |
| France      | Glenn | Glenn Roussel |